# 3. U-Flottille
Die 3. Unterseebootsflottille, kurz 3. U-Flottille, war ein Marineverband der ehemaligen deutschen Kriegsmarine.

## Geschichte
Die Flottille wurde am 4. Oktober 1937 aufgestellt und in Kiel stationiert. Sie trug zu Ehren von Oberleutnant zur See Johannes Lohs, einem U-Boot-Kommandanten des Ersten Weltkriegs, den Namen Unterseebootsflottille „Lohs“. Der Name wurde bis zur ersten Auflösung der Flottille im Dezember 1939 beibehalten.
Im März 1941 wurde die 3. Unterseebootsflottille neu aufgestellt, erhielt den Status einer Frontflottille und war zunächst bis September 1941 in Kiel stationiert. Danach wurde die Flottille in den neu errichteten U-Boot-Bunker in La Pallice in Frankreich verlegt, wo sie von Oktober 1941 bis August 1944 blieb. Wegen Beschädigungen des dortigen Bunkers nach Bombardierungen und dem Vorrücken der Alliierten wurde die Flottille dann nach Norwegen verlegt, wo sie im Oktober 1944 aufgelöst wurde. Das Personal der Flottille wurde u. a. für die Aufstellung des Marine-Regiments Zapp herangezogen, welches der ehemalige Flottillenchef, Korvettenkapitän Richard Zapp, bis Kriegsende führte.

## Flottillenchefs
- Oktober 1937 bis Dezember 1939 – Kapitänleutnant Hans Eckermann
- März bis Juli 1941 – Korvettenkapitän Hans-Rudolf Rösing
- Juli 1941 bis März 1942 – Kapitänleutnant Herbert Schultze
- März bis Juni 1942 – Kapitänleutnant Heinz von Reiche
- Juni 1942 bis Oktober 1944 – Korvettenkapitän Richard Zapp

## Eingesetzte U-Boote
| Einsatzzeitraum   | U-Boot-Typen |
| ----------------- | ------------ |
| bis Dezember 1939 | Typ II       |
| seit März 1941    | Typ VII      |

U-Boote des Typ II, die bei der 3. U-Bootflottille zum Einsatz kamen:
U 8, U 10, U 12, U 14, U 16, U 18, U 20, U 22, U 24
U-Boote des Typ VII, die bei der 3. U-Bootflottille zum Einsatz kamen:
U 82, U 85, U 132, U 134, U 138,
U 141, U 143, U 146, U 147, U 205, U 206, U 212,
U 231, U 241, U 242, U 245, U 246, U 257, U 258,
U 259, U 262, U 275, U 280, U 289, U 332, U 333,
U 334, U 341, U 343, U 344, U 352, U 373, U 375,
U 376, U 378, U 384, U 391, U 398, U 402, U 423,
U 431, U 432, U 433, U 444, U 451, U 452, U 458,
U 466, U 468, U 469, U 476, U 478, U 483, U 484,
U 553, U 567, U 568, U 569, U 570, U 571, U 572,
U 573, U 596, U 600, U 611, U 613, U 615, U 619,
U 620, U 625, U 630, U 635, U 645, U 652, U 657,
U 661, U 671, U 677, U 701, U 706, U 712, U 719,
U 734, U 752, U 753, U 760, U 763, U 952, U 953,
U 957, U 960, U 970, U 971, U 975, U 978, U 992,
U 993
Es kamen wohl auch drei erbeutete holländische U-Boote bei der 3. Unterseebootflottille zum Einsatz:
UD 1, UD 3 und UD 4